# 新疆种族灭绝指控
新疆种族灭绝指控是對於中華人民共和國新疆的维吾尔族穆斯林及其他少数民族及宗教少数派群体自從2017年3月以来的生存狀況的指控，指控现任中共中央总书记习近平领导下的中国共产党和中华人民共和国政府对新疆以穆斯林为主的维吾尔族人和其他少数民族和宗教少数派群体成员做出種族滅絕的暴行。
2021年2月，一些維吾爾族女性向德國之音等媒體供述她們在新疆再教育营的经历，令指控持續發酵。中华人民共和国外交部和驻外机构持續反驳，并认为指控者捏造經歷，其说法是片面之辭、假新聞。反对该指控的观点认为，这是把相关问题政治化，且是一种政治操作，并且指出欧美传媒忽视新疆维吾尔族人口不断增加的事实。
聯合國人權理事會上各國對維吾爾人事態连续三年发生联署竞争（2019-2021），每年支持中国新疆政策的国家皆多于反对国家，反对国家逐年递增，同时支持国家亦逐年递增。聯合國人權事務高級專員辦事處人員前往中國調查新疆人權問題後，發表的《聯合國新疆人權報告》指出中國當局的行為嚴重侵犯人權，涉嫌干犯「危害人類罪」，聯合國秘書長古特雷斯呼籲中國立即釋放被關押的維吾爾族人。

## 背景
新疆民族衝突自18世紀延續至今。2008年以來，新疆發生多起暴力恐怖襲擊事件，至2014年，中共中央总书记习近平领导下的中共中央及其政府发起严厉打击暴力恐怖活动专项行动，并开始建设新疆再教育营。2016年陈全国调任中共新疆自治区党委书记，受同時期境外恐怖組織伊斯兰国的影響，並在不斷强化治疆政策的路線下，2017年起营地規模化並迅速擴大，隨之建设达到高潮。
根据中华人民共和国官方描述，这些机构是“职业技能教育培训中心”，各民族學員中主要是受極端思想影響且尚不构成犯罪的人员，包括参与活动但並未造成实际危害后果的、自愿接受培训的、刑满释放前经评估仍具有社会危险性的穆斯林偏差人员，內容為教授學習國家通用語言文字、法律知識、职业技能以及去极端化，反恐、打击分离势力，並重歸正常社會生活。有媒體和组织认为中華人民共和国政府已在遍布全疆的再教育营里扣押了数以万计的本国维吾尔族穆斯林，以及少量的基督徒和外国公民（尤其哈萨克斯坦公民）。根据联合国消除种族歧视委员会、联合国人权事务高级专员办事处部分专员，多家媒体和相关机构估计，在新疆因宗教信仰、民族身份或其它非违法原因而进入再教育营的人数可能达100万甚至更高（估计关押了100-300万人，甚至更多）。
有中国大陆外的媒體和组织称新疆再教育营为“集中营（concentration camp），并指再教育营（集中营）内部条件极为恶劣，部分被关人员时常经历被“教育”、“洗脑”、强迫劳动等，强奸、殴打、虐待、酷刑，甚至死亡。还有媒體报道再教育營中存在語言及文化清洗、強制分離孩童父母和强制絕育等行爲，亦有学者、媒體、國際組織、學者及政治人物将新疆再教育营与中华人民共和国历史上的文化大革命相比较，甚至称其为“种族灭绝”。
2019年7月8日，聯合國人權理事會上各國對維吾爾人事態分成兩大陣營針鋒相對。歐洲21國和日本聯署，呼籲中國政府尊重宗教自由並遵守國際協定。这22國均为发达国家，且除日本外均爲西方國家，并多與美國有安全、國防關係。 隨即，50國向聯合國人權理事會聯署，稱讚「中國以人為本的發展哲學，並以經濟發展的方式保護人權及推廣人權，令中國人權有驕人成就」。50國無一已開發國家，多爲中東、非洲、亞洲，因人權狀況受批評，依賴中國投資與其他開發項目的國家。其中有23個伊斯蘭國家、拉美國家、2個歐洲國家俄羅斯與白俄羅斯。後來宣布中立的卡達未參加簽名。
2020年8月的聯合國人權理事會再次發生這種「聯署信競爭」，批評當前新疆政策的共39國，支持中國的共45國。這種「聯署信競爭」亦反映了中國在聯合國團結亞非拉的方針。
2021年6月仍然发生了联合国人权理事会“联署信竞争”，指责当前新疆政策的共44国。但支持中国者更多，共68国，并在联署信中指出该指责“出于政治动机且毫无根据”。据《以色列时报》，由于美国政府施压, 通常不与中国对抗的以色列罕见加入签署声明的44国行列。中國官員向以色列施壓不要支持，並隨後提出抗議。美国《新闻周刊》指出，指责中国的联合声明中明显缺乏伊斯兰国家支持，除了以穆斯林为主的波黑。而支持中国新疆政策的则有不少伊斯兰国家。
2021年6月22日，加拿大驻联合国大使莱斯利·诺顿在47届联合国人权理事会年度会议上代表44个国家发表跨区域联合声明，对新疆维吾尔族和其他穆斯林少数民族的人权状况表示严重关切，并敦促北京政府允许包括联合国在内的独立观察员可以有意义和不受限制地进入新疆，以及呼吁中方遵守其人权义务。但受到以白俄罗斯为首的90个国家的反对。事件中，乌克兰在短暂加入加拿大的阵营后不久于6月24日退出支持行列，其官员透露因中国威胁要阻止向乌克兰运输的50万剂科兴疫苗。

## 指控与反驳

### 「绝育和避孕」指控
2020年6月，在美國國會成立的共產主義受難者紀念基金會工作的德國學者阿德里安·曾兹（又譯鄭國恩）发表了题为《结扎、宫内节育器和强制性计划生育》（Sterilizations, IUDs, and Mandatory Birth Control）的调查，指出新疆自然人口增长急剧下降，認為原因是强制節育措施；2020年10月他的續作補充了2019年的數據。。一些維吾爾女性亦以親歷者身份向媒體供述，她們被餵绝育和避孕的藥物和疫苖。美联社認為這是「限制中國穆斯林人口的德拉古式政策」。
2020年8月新疆统计局一级巡视员吐尔逊娜依·阿不都热依木、2021年1月新疆社科院社会学研究所所长李晓霞、以及幾名新疆大学學者相繼批評阿德里安·曾兹不懂解讀統計數據，指出「新疆人口出生率和自然增长率从2017年的15.88%、11.40%分别下降至2018年的10.69%、6.13%，2018年新生人口比2017年减少了约12万」數據雖然正確，但認為究其原因是「计划生育政策得到严格执行」、「早婚早育的观念逐步被摒弃，推迟初婚年龄......追求自由恋爱、幸福婚姻成为普遍」，並且整個2010年代，新疆的維吾爾人人口增長率遠高於新疆漢人，根據2010-2018年新疆人口變動，「维吾尔族人口从1017.15万人上升至1271.84万人，增加254.69万人，大增25.04%；新疆汉族从882.99万人上升至900.68万人，增加17.69万人，僅增长2.0%。」
阿德里安·曾兹則批評新疆社科院只统计至2018年，但维吾尔人的生育率骤降是在2017年之后，只需把2017、2018、2019年骤降的生育率混淆进2016年及以前的生育率较高的数据就能得出报告里的结论，他说克孜勒苏柯尔克孜自治州公开的2020年目标生育率只有1.05‰（根據該自治州衞健委预算报告，該數字應為1.05％，高出10倍），还有很多地区停止公开生育率，他认为这是因为停止公开的地区出生率极低。2020年9月底，新疆官員向CNN發送傳真，承認2018年新疆的出生率与2017相比下降了近三分之一，但同樣否認種族滅絕指控。
據報導，被三次關押的維吾爾族婦女Mihrigul Tursun公開作證，稱其生下的三胞胎拘留期間未經任何同意接受了未知的手術後，其中一個死亡，另外兩也有健康問題。Mihrigul還稱被政府官員強迫服用不明藥物和白色液體，後來身體檢查證實了她無法再次生育。報導還稱習近平2012年上台以來，黨一直力求宗教符合黨的教義和漢族習俗。在“新疆課堂”政策下維吾爾族的兒童即使其父母沒有被拘留，也需要遠赴中國內地其他地方生活於“漢文化環境”之中。
中國外交部稱新疆60多年以來人均预期寿命由30岁提升到72岁。中国驻加拿大大使馆引用上面的數據，反問：“明显高于汉族人口2%增幅，哪来的‘种族灭绝’？”新华社报道称曾经在教培中心上课的结业学员也表示“教培中心女学员被强制绝育”是恶意谣言。

### 性虐指控
2021年2月3日，英国广播公司報道引述维吾爾女性图尔逊娜依·孜尧登（Tursunay Ziawudun）的证词，指控「新疆再教育营的女性每天晚上都会从牢房中被带走，然后遭一名或多名蒙面者强奸。她称自己曾三度遭酷刑，后来又被轮奸，每次都有两三个人。」。
中華人民共和國官方媒體《環球時報》指控图尔逊娜依更改了她的說詞。該報引述一年前（发表于2020年2月15日）她接受的Buzzfeed采访，当時她自称“没有受到殴打或虐待”。图尔逊娜依在BBC的訪問中指先前接受媒體訪問時身在哈萨克斯坦，「長期活在被送回中華人民共和國的恐懼中」，擔心若她向外透露她所經歷和目睹的性侵事件後被送回新疆，她會遭受更嚴厲的懲罰。而中国外交部回應：“根本不存在所谓针对女性的系统性性侵和虐待”。她的证词另一个争议点在于，在CNN报道中，特意隐去了图尔逊娜依的护照更新日期。所谓的受害者数据库的信息 （页面存档备份，存于）则显示，她的护照于她声称被软禁期间更新了签发日期。因此CNN报道中这种行为被网友嘲讽。

### 宗教迫害指控
美國國會圖書館國會研究處指控「放棄伊斯蘭教、伊斯蘭習俗、伊斯蘭政治思想是獲准離開新疆再教育营的條件」。人權監察指控政府以反恐之名政治灌输。到訪新疆的阿爾巴尼亞的Olsi Jazexhi教授有類似指控。一些歐美媒體認為這其實是漢化政策，屬文化滅絕。
中华人民共和国外交部2001年11月14日曾经就新疆穆斯林有关问题回应：「新中国成立后，伊斯兰教在中国发生了巨大而深刻的变化。穆斯林的宗教信仰得到尊重，正常宗教活动受到保护。穆斯林聚居的地区实行了民族区域自治，充分享受到民族平等和宗教信仰自由的权利。穆斯林可以建立、参加宗教团体，开展教务活动，出版经典经书和宗教刊物，开展宗教教育，还可以同外国宗教团体和宗教界进行友好交往和学术交流等活动。在中国，信仰宗教的公民、不信仰宗教的公民、信仰不同宗教的公民，在法律面前一律平等。中国没有占统治地位的宗教，政府对各种宗教都一视同仁，同等对待，各种宗教之间地位平等，互相尊重，和睦相处，各种宗教教徒在政治上享有平等的民主权利。信仰伊斯兰的穆斯林在中国绝不会受到歧视。」中华人民共和国外交部在2020年2月再次回應指：1.反恐去极端化措施确保了新疆三年来未发生一起恐怖袭击事件。有关措施得到了2500万新疆各族人民普遍支持，得到了包括穆斯林国家在内的国际社会积极评价；2.中国各类信教群众近2亿人，其中2000多万人是穆斯林，新疆现有清真寺2.44万座；3.个别组织和媒体企图通过所谓爆料诬蔑抹黑中国新疆反恐和去极端化努力、干涉中国内政。

#### “墨玉名單”
2020年2月，华尔街日报等媒体机构公佈了一份泄密文件，鄭國恩說這份名單上可因“无伤大雅的日常琐事，比如留胡子、穿短裤、封斋、申请护照”而被投入再教育營，华尔街日报说这份泄密文件“足以證明，中國的「國家機器」絕對集體動員，「反恐維穩」亦可能是更大規模「民族思想改造工程」的其中一個發起口實而已。”
郑国恩宣称“北京方面显示它在独立于我们之外的情况下拥有完整的墨玉名单”。他说《中国日报》采访的布丽提吉‧巴拉提（Bulitiji Balati）的名字不见于媒体的报道也不见于名单已公开的部分，而是在都未公开的第298行和第590行，並指該名單顯示她獲准留在社區是因為她配合當地政府。

2020年2月19日，《环球时报》发布社评质疑名单真实性，并认为所谓的墨玉名单是西方在炒作和抹黑中国的新疆政策。《中国日报》采访了部分在《墨玉名单》上及因郑国恩所述的原因而应被送入新疆职业培训中心的当地民众以作反驳。2020年8月29日，新疆维吾尔自治区人民政府新闻办公室新闻发言人伊力江·阿那依提于新疆人口和计划生育问题专场新闻发布会上指：“关于‘墨玉名单’问题曾在多个场合进行过辟谣。所谓的‘墨玉名单’由‘东突’分子内外勾结伪造的。前段时间，郑国恩借此炮制了所谓《墨玉名单：关于中国在新疆拘留运动的剖析》研究报告，诬称‘名单’中的311人都因‘计划生育’等各种原因曾被拘留在教培中心。经调查核实所列的311人，绝大多数都是墨玉县博斯坦街道的居民，他们一直在社会上正常工作生活，从来没参加过职业技能教育培训，只有极个别感染极端主义、有轻微违法犯罪的人员曾依法接受职业技能教育培训。”中国外交部官发言人汪文斌在12月15日的例行记者会上对郑国恩的报告和《墨玉名單》一事亦采用此说法。
2022年5月24日，共产主义受难者基金会联合世界各国十几家媒体发表了中国泄露文件——《新疆公安文件》的揭露前中共新疆维吾尔自治区委员会书记陈全国2017年一次内部讲话，他当时下令守卫开枪射杀试图逃跑的所有人，并要求新疆官员严加控制宗教信仰者。公安部部长赵克志则在2018年一场内部讲话中提到，习近平直接下令扩大拘留设施的容量。

### 强迫劳动指控
2019冠状病毒病疫情期间，中国政府被大量指控强迫维吾尔族人民进行劳动。2020年1月，抖音上出现展示上百名维吾尔族人搭车前住工厂赴职的视频，以及在出发前的精神喊话，被懷疑是强迫劳动的证据。2020年3月，澳大利亚战略政策研究所发表报告，认为至少80000名维吾尔族人被强行赶出新疆并在27家工厂强迫劳动。法蘭西24和汤森路透报道指超过570000名维吾尔族人被强迫在新疆手工摘采棉花。由德國學者阿德里安·曾兹提供的一份聲稱來自南开大学的报告指强迫劳动旨在降低维吾尔族人口密度。大量报告指60多万维吾尔族人被强行转移到工业场所。2022年8月，联合国人权办事处奴隶制问题特别报告员小保方智也（Tomoya Obokata）调查报告得出结论，中国正在对新疆维吾尔族和其他少数民族进行强迫劳动的指控是可信的。

### 任意拘留指控
联合国人权办公室人权事务高级专员办事处2022年发布的《人权高专办对中国新疆维吾尔自治区人权问题的评估》中称：大规模任意拘留维吾尔族和其他突厥穆斯林的报道是可信的，并且中国政府的行为相当于剥夺自由，并且是以歧视性的方式进行的。报告中称，有可靠的证据表明拘留营内存在酷刑。

### 抹杀文化指控
2024年6月18日，人权观察在发布的一份与“维吾尔援助”组织合作的调查报告中称，中国政府在新疆“系统性”地把具有文化意义的维吾尔村名，更改为符合中国共产党意识形态、有利于政治宣传的“正面”名称，并指控这样的改名显示了中国政府致力于“抹杀维吾尔文化与宗教表现”。

## 國際反應

### 美國
2021年1月19日，美國國務卿邁克·蓬佩奧在卸任特朗普政府前夕發表長篇外交聲明，羅列事件屬於种族灭绝罪与反人类罪的「罪證」和指控，為美國政府歷來首次如此表態。1月20日，拜登政府的國務卿候選人的安東尼·布林肯在美國參議院外交委員會的候選人聽證會上，認同蓬佩奧的聲明。1月27日，在白宮記者會，已就任美國國務卿的安東尼·布林肯再度同樣表態。
美國《外交政策》雜誌網站在2月19日指出，美國國務院法律顧問辦公室在2021年初得出結論認為，沒有足夠證據證明中國政府在新疆地區進行了「種族滅絕」行為。同年4月15日，《外交政策》刊登美国国会和行政当局中国委员会办公室的副主任彼得·马蒂斯（Peter Mattis）的文章，承认新疆正在发生的暴行构成了种族灭绝思想。彼得·马蒂斯撰文称，关乎「种族灭绝」的定义上，美国部分学者在使用「种族灭绝」与理解中国的政策和意图方面存有分歧。中国和美国都签署的《防止和惩治灭绝种族罪公约》的「灭绝种族」定义有两个部分；「进行大规模杀戮或旨在全部或部分摧毁一个民族、族裔、种族或宗教团体」。尽管并未明确发现公约中「灭绝种族」的现象，但许多来自新疆幸存者、卫星图像、媒体报道和中国政府政策文件的大量证据显示了新疆潜在的种族灭绝行为，这一论点在美国政治界没有人严重质疑。而北京政府提供给各大媒体直接和间接证据，证明了中国正在摧毁维吾尔人的意图，中国在对维吾尔家庭的政策上也强化了这种意图的解释。
2021年3月30日，美国国务院公布了2020年度的《国别人权报告》，明文指出新疆发生了种族灭绝和反人类罪。
2021年10月20日，獲提名出任美國駐中大使的尼古拉斯·伯恩斯在美國國會出席人事案聽證會時表示中華人民共和國在新疆的種族滅絕必須停止。
2021年12月8日，美国众议院通過一项不具约束力的决议，称中国对新疆维吾尔族和其他少数民族的镇压构成了“种族灭绝”，并呼吁美國政府在联合国采取行动。同年12月16日，美国国会通过《防止强迫维吾尔人劳动法》（UFLPA），作为回应中国在新疆进行的种族灭绝指控。在美国总统乔·拜登签署下，标志着该法案在签署的180天后正式生效。
2022年6月21日，美国商务部正式执行《防止强迫维吾尔人劳动法》，法案要求从中国新疆地区进口商品的公司提供明确和令人信服的证据，以证明没有任何部件是由奴工生产的。
2024年4月22日，美國國務院发布2023年《各国人权实践报告》，点名中国针对新疆维吾尔穆斯林和其他少数民族及宗教少数群体进行种族灭绝和反人类暴行。

### 英國

#### 国会“种族灭绝修正案”
英國國會2021年三度表決《貿易議案》的“种族灭绝修正案”，由於大量保守黨黨員倒戈轟動英國政界，令到同屬保守黨但反對修正案的第二次約翰遜內閣焦頭爛額。該修正案由對華政策跨國議會聯盟推動，拟授予英國高等法院调查他国是否犯下种族灭绝罪行的权力，如法院认定属实，英国政府就不能与这些国家签订自由贸易协定，矛头指向中国。第一次表決，英國上議院在2020年12月7日以287-161票通過，英國下議院在2021年1月19日以308-319票否決，修正案返回上議院。
為了誘使保守黨黨友不要再倒戈，第二次約翰遜內閣在第2輪交鋒時主動修正“种族灭绝修正案”，把原定賦予英國高等法院调查他国犯种族灭绝罪的權力，改為賦予下議院的外交事务专责委员会，而該委員會主席托馬斯·圖根達特屬保守黨人，軍人出身。下議院在2021年2月9日以318-303票，政府的修正案驚險通過，交予上議院複審。上議院第三度修正案，把調查權改為賦予給下議院新設的五人委員會「议会司法委员会」（Parliamentary Judicial Committee），五人必須有司法經歷。此案在2021年2月23日由上議院以367-214票通過，下議院尚未表決。中國駐英國大使館在2021年1月13日指修正案「违反国际贸易规则、市场经济原则，破坏全球产业链、供应链，将损害包括英国在内的各国企业和消费者利益，是典型的损人不利己行为。」
2021年4月22日，英國下議院在無議員反對的情況下投票通過了由保守黨議員努斯拉特·加尼提出的一項動議，確認新疆的維吾爾人遭受反人類罪和種族滅絕罪。

#### 英國首相
2021年1月20日，英国首相鲍里斯·约翰逊在英国下議院首相答問環節中表示，指“界定种族灭绝，實屬司法事宜”，但「我本人認為現時新疆和維吾爾人的際遇，在道德上不可接受」。
2021年2月24日，英國自由民主黨黨魁愛德·戴維在首相答問環節發言「種族滅絕發生於我們眼前，首相是否同意，除非中國終止種族滅絕，否則奥林匹克运动会英国代表团應抵制2022年北京奧運？」，鲍里斯·约翰逊回覆说「英國通常不支持體育抵制」。
英國猶太人组织和納粹大屠殺的受害者致函聯合向英國首相施壓。首相回函，指英國政府已撥款研究新疆事務，並已呼籲中國接受联合国人权事务高级专员办事处全面監督。

#### 英國政府及相关机构
2021年1月12日，英国外交部长多米尼克·拉布在英国下议院宣布针对新疆强迫劳动采取新的措施，表明如果在英国的公司无法证明其供应与新疆的强迫劳动没有联系，该公司将会被罚款，以消除英国企业供应链中对中国新疆地区强迫劳动的现象。
2021年3月22日，在欧盟宣布对中国4名相关人员和一个机构实施制裁后，英国方面随即也宣布对上述4人和该机构实施制裁，据法新社报道，英国外交大臣多米尼克·拉布宣布了制裁措施，对4名中共政府官员以及一个新疆实体施资产冻结和旅行禁令。这是英国首次在本国“全球人权制裁”（Global Human Rights）框架下的行动。

### 加拿大
2021年2月22日，加拿大下議院以226-0全票通過「本議會認定中國的作為符合聯合國大會第260號決議——即《防止及惩治灭绝种族罪公约》——的定義，包括拘留營和防止生育的措施」動議。下議院全數338名議員之中有3分之1迴避投票，包括賈斯汀·杜魯多內閣。总理特鲁多在議案表決前指出，種族滅絕一詞非常特殊，需要在確保相關情況發生後才能使用，因此他稱需與國際社會合作，展開調查才能決定。。
2021年3月22日，加拿大宣布对中国4名官员和1个实体组织实施新的制裁，理由是他们参与了新疆维吾尔自治区的严重和系统性侵犯人权行为。5天后的3月27日，中国外交部宣布对加拿大联邦众议员庄文浩、众议院外委会国际人权小组委员会实施反制裁。加拿大总理特鲁多對中國的制裁表示，中国政府必须回应世界对生活在新疆地区的维吾尔人人权问题的“严重关切”。
2021年6月29日，加拿大上議院就新疆是否對維吾爾族實施種族滅絕進行投票，29人支持，33人反對，19人棄權，動議否決。持反對意見的加拿大參議員胡元豹表示投票是「貼標籤的行為」，並且援引加拿大印地安人寄宿學校系統的可怕歷史
2022年9月1日，加拿大全球事务部发表对联合国人权办公室对在新疆持续发生的严重和系统性侵犯维吾尔人和其他穆斯林少数民族的人权行为的报告表示关注。加拿大敦促北京政府履行其国际人权义务，并对联合国人权专员报告中所提出的问题和建议作出回应，同时会继续与国际伙伴合作，以采取协调一致的行动来解决新疆局势，并确保中国政府对其行为负责。

### 澳大利亚
2021年3月15日，澳大利亚议会以33票对12票，否决了一项可能认定中国对维吾尔人的做法为“种族灭绝”的表决动议，理由是澳大利亚缺乏对马格尼茨基式的法律，以及可能涉及复杂的外交因素。同年3月22日，澳大利亚议会就一项谴责中国在新疆「严重和系统地侵犯维吾尔族人权」动议的辩论中，获得所有主要政党的一致支持，并承认中国在新疆的行为称为种族灭绝。动议也敦促联合国调查中国在新疆所谓的「新疆再教育營」拘留超过100万维吾尔人，并呼吁澳大利亚政府确保不会从来自新疆的强迫劳动中获利。同时，澳大利亚各个主要政党要求总理斯科特·莫里森领导的政府尽快制定属于澳大利亚的马格尼茨基人权问责法。
2021年8月，澳大利亚同意加入与同盟国的制裁互相协调的行列，包括对侵犯人权者、进行网络攻击、交易大规模杀伤性武器或助长严重腐败的国家的官员实施金融制裁和旅行禁令，而计划新制定的制裁法案在年底前启动。12月1日，澳大利亚参议会一致通过澳大利亚版本的马格尼茨基法案，涉及制裁的对象包括缅甸军政府、中国对新疆地区侵犯人权的行为以及对香港异议人士的镇压。7天后的12月8日，澳大利亚宣布不会派遣官员出席在中国举行的2022年北京冬奥会，作为对新疆正在发生的侵犯人权行为以及北京政府冻结与澳大利亚部长级的接触所实施的外交抵制的一部分。

### 纽西兰
2021年5月5日，纽西兰议会宣布一致承认中国新疆地区正在发生严重的侵犯人权行为，但未将这种情况称为「种族灭绝」。纽西兰外交部长纳奈亚·马胡塔为政府不使用「种族灭绝」的决定解释，基于种族灭绝是最严重的国际罪行，只有在国际法基础上进行严格评估后，才能做出正式的法律决定。纳奈亚·马胡塔表示，纽西兰已多次就此问题向中国提出了担忧，并与其他政府一道继续呼吁中国向联合国和其他独立观察员提供有意义和不受限制的访问，以查明情况。

### 荷蘭
荷蘭外交大臣斯特夫·布洛克代表內閣在2021年2月15日回函：「如果對特定人群的生育限制措施藏有種族滅絕的意圖，則可以認定種族滅絕，但要先論證其意圖才能認定」、「本內閣的立場是，大規模違反人權的行為正發生於維吾爾人身上。然而我黨組建聯合內閣時協議，本届政府對於種族滅絕之認定，只會依從國際法院或刑事法院的判決、科學研究的無爭議結論、及聯合國調查，目前言之尚早。
由於不滿荷蘭外交大臣的回函淨打官腔，2021年2月25日荷蘭下議院通過動議「由於中國的拘留營和防止特定人群生育的措施吻合聯合國大會第260號決議所定義的行為，本會認定少數民族維吾爾人正在在中國被種族滅絕」。荷蘭執政黨自由民主人民黨的反對票未能阻止議案。

### 捷克
2021年，捷克参议院宣布中国在对维吾尔人地區实施了种族灭绝。捷克参议院于6月10日通过一项动议，以38票對0票一致通过「关切中华人民共和国的新疆地区存有大规模侵犯人权和自由、种族灭绝和危害人类罪、种族歧视以及压制文化、宗教和政治身份的行为」。该动议还呼吁捷克政府对即将举行的2022年北京冬奥会进行外交抵制，认为它们的存在可能「被滥用以使进一步的歧视、暴力和压制基本权利的合法化」。

### 比利时
2021年7月8日，比利时议会投票通过一项决议，谴责在中国对维吾尔人进行种族灭绝的严重风险。比利时众议院会议一致通过一项决议，承认中国维吾尔少数民族存在「种族灭绝的严重风险」，并谴责「新疆自治区的迫害罪行和大规模侵犯人权行为可能构成侵犯人权的罪行」，并根据1948年《防止及惩治灭绝种族罪公约》采取预防措施。决议包含对比利时联邦政府的20项要求，特别是谴责针对维吾尔人所奉行的政策、对这些穆斯林人口实施的强迫劳动或强制绝育，并恳求欧洲当局扩大如果对维吾尔人的镇压没有停止，就对中国实施制裁。如果情况恶化，甚至谴责与中国签订的双边引渡条约。文本也侧重于正在谈判的欧盟与中国之间的投资协议，它要求冻结其批准，直到对中华人民共和国实施制裁，并且对人权、劳工、社会和环境权利做出具有约束力的承诺。

### 法國
2021年3月11日，法国外交部長勒德里昂認定中国政府在新疆强迫维吾尔妇女绝育並大规模关押维吾尔穆斯林及其他穆斯林。
2022年1月20日，法國國民議會以169票贊成、1票反對、5票棄權通過維吾爾族決議案，認定並譴責中國對維吾爾少數民族進行的反人道罪與種族滅絕。

### 立陶宛
2021年5月20日，立陶宛議會通過決議認定維吾爾族遭到種族滅絕。中国驻立陶宛大使馆发言人對此表示強烈反對。

### 歐盟
2021年3月22日，歐洲聯盟率先宣布對中國4名官員和1個實體進行制裁，制裁方案包括實施旅行禁令和凍結資產。這是歐盟自1989年六四事件後對中國實施武器禁運以來，首次對中國實施制裁。
2022年6月9日，欧洲议会以503票赞成、6票反对、4票弃权的結果，通过决议禁止强制劳动产品进出欧洲市场和谴责中国当局对维吾尔族的反人类罪的法案。該决议認定中国对新疆构成种族灭绝风险而且可让海关当局扣押无法证明货物与强迫劳动无关下制造或输送的货品，以及呼吁就新疆维吾尔族的遭遇对中国采取制裁行动。

### 伊朗
2021年3月30日-4月2日，伊朗驻华大使与上海合作组织成员国及多个国家的驻华外交使节，外交官等30余人前往新疆参观，其中，伊朗驻华大使馆在微博全程发文记载在新疆的见闻，并展示在新疆购物与享受美食的图片，被中国网民称为“旅游博主”“美食博主”。在其见闻录中，伊朗驻华外交官称与新疆教培中心学员进行面对面交流，谈及“种族灭绝”“侵犯人权”“强迫劳动”等多项恶意指控，而与之交流的维吾尔族司机则表示教培中心从未限制学员人身自由，在教培的七个月中随时可以回家。伊朗驻华大使馆最后表示，所谓“新疆种族灭绝”是“耸人听闻的谎言”。

### 国际组织

#### 联合国
2021年3月28日，联合国秘书长安东尼奥·古特雷斯在接受《CBS新聞》首席政治通讯员罗斯玛丽·巴顿的独家专访时表示，联合国正在与中国进行“认真谈判”，以准许联合国官员可以无限制进入中国新疆自治区，调查在新疆发生的侵犯人权行为的指控：「我希望他们能夠尽快达成协议，希望人权事务高级专员能够无限制地访问中国」。
聯合國人權理事會上连续多年（2019-2021）发生了关于維吾爾人事態的“联署信竞争”:
- 2019年，批评中国的共22国，而支持中国的共50国。[87][12][16]
- 2020年8月的联合国人权理事会上，批评中国的共39国，而支持中国的共45国。[15][13][14]
- 2021年6月，指责当前新疆政策的有44国，而支持中国者有68国。[17][88][89][90]。

2021年9月24日周五,在联合国人权理事会第48届会议上，巴基斯坦代表65个国家发表联合声明，反对以人权为由干涉中国内政, 强调反对人权政治化和双重标准。声明中还反对出于政治动机和基于虚假信息对中国进行毫无根据的指控。此外，海湾合作委员会（GCC）6个成员国发表联合信函，支持中方立场。20多个国家在国家声明中表达了对中国的支持。在这次联合国人权理事会上， 总共近100个国家对中国的正当立场表示理解和支持。
2021年10月21星期四, 在联合国大会第76届会议第三委员会（the Third Committee of the 76th Sessions of the United Nations General Assembly)上，也出现“联署竞争”，43国发表联合声明批评中国的新疆政策，但是有62国发表联合声明支持中国沿着适合本国国情的道路发展人权，反对以人权为名干涉中国内政。 
2022年5月24日，在经历与北京政府多年来的谈判获得批准后，联合国人权事务高级专员米歇尔·巴切莱特正式前往中国进行为期6天的实地考察，她被安排在沒有媒体随行的「闭环」方式旅行。
2022年8月17日，联合国人权事务高级专员办事处奴隶制问题特别报告员小保方智也（Tomoya Obokata）向联合国大会提交的一份报告中指出，中国正在对新疆维吾尔族和其他少数民族进行强迫劳动的指控是可信且有说服力的。小保方智的报告指出，中国存在两种「国家授权的不同制度」，即职业技能教育和培训中心制度，尽管中国政府声称此类制度为少数民族创造了就业和收入，但有证据表明，在许多情况下，这些工作是「非自愿性质的」。此外，鉴于在强迫劳动期间对工人行使权力的性质和范围，包括过度监视、虐待生活和工作条件、通过拘禁限制行动、威胁、身体和/或性暴力以及其他不人道或有辱人格的待遇，这些情况可能相当于奴役，构成危害人类罪。
2022年8月31日，联合国人权事务高级专员米歇尔·巴切莱特发布了一份《关于中国对待新疆维吾尔族穆斯林和其他穆斯林少数民族的报告》。报告发现，中国对这些群体的待遇可能构成危害人类罪。报告的结论是，该省“发生了严重的侵犯人权行为”，报告将其归因于中国针对维吾尔穆斯林和其他穆斯林少数群体的「反恐和反‘极端主义’战略的应用」。报告也显示，「关于酷刑或虐待模式的指控，包括强迫医疗和恶劣的拘留条件，是可信的，对个别性暴力和基于性别的暴力事件的指控也是可信的」。联合国人权办公室也在报告中提出的建议，中国政府应迅速采取「释放所有被任意监禁在新疆维吾尔自治区或任何其它拘留中心的个人」，以及提供确切的位置和下落给拘留者的家属知道，并帮助建立「安全的沟通渠道」，让其家人团聚。报告也建议，中国政府应废除任何不符合国际标准的法律，迅速调查关于在拘留营地和其他拘留设施中侵犯人权的指控，包括关于酷刑、性暴力、虐待、强迫医疗以及强迫劳动和死亡报告的指控。曾为维吾尔特别法庭担任法庭主席的著名律师杰弗里·尼斯认为，虽然联合国在指控中国严重侵犯新疆维吾尔族穆斯林人权的报告中没有提及「种族灭绝」一词是一个令人震惊的失误，但总比没有报告公布的好，这显示了向前迈出了很小的一步。杰弗里·尼斯也表示，从长远来看，这份报告可以使那些不愿对中国侵犯人权的行为采取行动的国家可以开始考虑更多的人权行动。杰弗里·尼斯也称，由于美国和世界各地的几位民主立法者都谴责中国的行为是种族灭绝，但令人惊讶的是，报告中没有提到种族灭绝。
中國外交官批評該報告是將反華勢力編造的虛假信息和謊言作為主要信息來源，抹黑中國新疆反恐和去極端化鬥爭，暴露出高專辦有些人對中國深刻的偏見和無知。該報告並未涉及美國及西方部分國家指控的「種族滅絕」，只提及「危害人類罪」。聯合國秘書長古特雷斯認可聯合國人權事務高級專員辦事處發表的《新疆人權報告》，希望中國當局根據報告內容作出改善。
2022年9月7日，40名联合国人权理事会所属特别调员员、独立专家和工作组联合发文呼吁，国际社会不能忽视中国严重侵犯人权行为，要求人权理事会必须召开一次关于中国的特别会议，以及敦促中国必需解决新疆严重侵犯人权的行为。
2022年10月6日，联合国人权理事会拒绝了西方牵头的就中国新疆地区涉嫌侵犯人权的行为进行辩论的动议。
2024年5月，联合国单方面强制性措施与人权问题特别报告员埃琳娜·窦涵经过12天对中国及中国新疆的访问，表示各国应取消对中国的制裁，对与新疆或被认定要受到制裁的公司有任何关联的一切进行过错推定是可以予以反驳的，对受制裁个人和实体的认定没有提供证据，同时表示“在域外实施单边制裁是非法的”。

#### 國際刑事法院
2020年7月人权组织呼吁它调查。2020年12月，国际刑事法院決定不展開調查，非洲冈比亚的檢察官法图·本苏达解釋「指控只牽涉中國公民，並只發生於中國境內，由於中國並非国际刑事法院罗马规约締約國，我法院沒有司法管轄權」。

#### 上海合作组织
2021年3月30日-4月2日，上海合作组织及多个国家的外交官、外交使节共30余人对新疆进行访问，上合组织秘书长弗拉基米尔·诺罗夫在之后接受中国国际电视台记者采访时就新疆产业发展，新疆普通工人的工资待遇以及当地民众的生活水平等做出积极评价，表示“新疆的发展有目共睹……世界不能再被谎言欺骗”，同时他反对部分西方媒体称新疆“不透明”的说法，表示在访问期间可以“自由地参观我们想去的地方”。

#### 国际特赦组织
国际特赦组织发表报告《就像我们是战争中的敌人：中国对新疆穆斯林的大规模拘禁、酷刑和迫害》。国际特赦组织秘书长艾格尼丝·卡拉马德认为“中国当局在新疆维吾尔自治区构建的反乌托邦地狱令人为之震惊”、“中国必须立即拆除拘禁营，释放被任意关押在拘禁营和监狱中的人，并停止对新疆穆斯林的系统性攻击。国际社会必须站出来发声并采取一致行动，全面制止这种令人发指的行为。联合国必须设立并紧急启动独立的调查机制，以期将那些涉嫌对违反国际法罪行负责的人绳之以法”。

#### 维吾尔特别法庭
2021年12月9日，英国成立针对新疆种族灭绝指控的维吾尔特别法庭，由法庭主席杰弗里·尼斯负责审理。维吾尔法庭最终裁定，中華人民共和國政府对维吾尔族犯下了种族灭绝的罪行，包括中共中央总书记习近平在内的中国高层领导对针对穆斯林少数民族的行为负有责任。维吾尔法庭的裁定不会在法律上要求任何政府采取行动，但要求各国重视在新疆发生种族灭绝的情况。

## 中華人民共和國的回應

### 官方正面回應
2020年9月2日，中国外交部发言人华春莹在例行记者会上指控德國學者阿德里安·曾兹“是美国情报机构操纵设立的‘新疆教培中心研究课题组’骨干，以炮制涉疆谣言、诽谤中国为生”。
2021年2月19日，中华人民共和国外交部例行记者会上，发言人华春莹説：「第一，所谓新疆“种族灭绝”、“强迫劳动”等说法是彻头彻尾的世纪谎言，是加、美、澳等国个别政客、媒体、学者沆瀣一气、串连炮制的丑恶闹剧；第二，“种族灭绝”在加拿大、美国、澳大利亚等国是曾经现实存在的事实。这些历史和事实，如果不是有关国家有些人一而再，再而三地忽略自己的问题而对他国进行无端指责，也许人们不会再去想起。对于这些国家少数族裔的血泪史，那些加、美、澳政客们有什么说法；第三，西方某些人喜欢居高临下地跟他国谈人权问题，但无论在任何时候、任何国家、任何社会，首先应该保障的人权是每个人的生命权和健康权，捍卫每一个人的价值和尊严。不缺衣少食、不挨冻受饿、能安定生活，这是真正的基本人权」。
2021年3月7日，中国国务委员兼外交部长王毅于十三届全国人大四次会议记者会表示，所谓新疆地区存在“种族灭绝”的说法荒谬绝伦，完全是别有用心的造谣，彻头彻尾的谎言。
2021年3月26日，华春莹在例行记者会上展示一段前美国国务卿鲍威尔的办公室主任、前陆军上校劳伦斯·威尔克森于2018年8月在罗恩·保罗学院的演讲视频。在该视频中，威尔克森声称新疆有两千万维吾尔人，中情局“如能采取足够的行动利用这些维吾尔人”“如果要破坏中国的稳定”“最好的办法就是制造动荡”“和那些维吾尔人一样从内部而非外部向北京施压”。
2021年4月1日，华春莹在外交部例行记者会上再次发布一段由Youtube用户，前英国记者巴里（Barry）摄制的视频，在视频中，巴里認為西方媒体编造了有关新疆的虚假新闻信息，並指出這些來源來自於阿德里安·曾兹的推文。其推文显示，英国广播公司曾问他“是否可以找到任何（关于新疆维吾尔人的）证据。”他则回答“不，这是非常困难的，没有足够的证据。”而不久后英国广播公司再次找到他并携带了佣金，他则欣然接受并去“找”更多证据。华春莹还否認了有关英国记者沙磊是因受到威胁而离开中国大陆的说法，表示如果沙磊认为自己发布的新闻没有捏造事实，就不用逃走。
2021年4月23日，中国驻英国大使馆发言人就英国议会下院通过涉疆动议答记者问时说：“部分议员鼓噪有关涉疆动议，罔顾事实与常识，蓄意抹黑攻击中国，严重违反国际法和国际关系基本准则，粗暴干涉中国内政，中方对此坚决反对并予以强烈谴责”。同日中國外交部發言人赵立坚表示，「所谓中国新疆存在种族灭绝是国际反华势力炮制的弥天大谎，中国政府和新疆各族人民坚决反对、强烈谴责。」「英国自身的问题够多的了。这些英国议员们还是多管管自己的事情，为自己的选民多干点实事。」
2021年8月4日，中國外交部部長王毅在出席東亞峰會外長會議就美國和日本就新疆問題提出關切時表示，近年來新疆维吾尔族人口增长翻番，人均寿命倍增，哪來种族灭绝？並指美国曾經屠殺印第安人才是真正的种族灭绝。
2022年1月14日，中国外交部发言人汪文斌表示，美国政客伙同一些反华机构和个人大肆散布、炒作新疆种族灭绝、强迫劳动的谎言，以求实现其不可告人的政治目的。炮制涉疆谎言的人看似彼此孤立，实则紧密相联，背后都受到同一个“主子”的指使和操控。涉疆谎言的真正炮制者和受益者，正是美国的一些反华势力。
2022年9月1日，中國外交部發言人汪文斌在例行記者會表示，巴切萊特發表的新疆人權報告是虛假訊息的大雜燴，又指聯合國人權事務高級專員辦公室基於境外一些反華勢力的政治圖謀杜撰報告，嚴重違反高專辦職責，嚴重違背普遍、客觀、非選擇性、非政治化原則，再次證明人權高專辦已經淪為美西方整治廣大發展中國家的打手和幫兇。
2022年7月28日，中国外交部发言人赵立坚于当日例行记者会上呼吁联合国人权高专办拒绝发表基于虚假信息和不实指责的涉疆报告。

### 媒體上的回應
2021年1月，《中国日报》发布題為《起底外媒：谎言新疆》的影片，指控西方媒體製造假新聞。
2021年2月，中國大陸媒體《環球時報》訪問法國作家、記者马克西姆·维瓦斯，期間他指控美国国家民主基金会、世界维吾尔人大会和人权观察组织之间的联系、他们跟美国中央情报局的勾连、以及它們在新疆断章取义編輯。。他在2016年和2018年到訪新疆後，2020年出版法語專書《维吾尔族假新闻的终结》。
2022年6月6日，中国《环球时报》指出，美國駐廣州領事館官員，曾在2021年一場晚會上向美國商人表示，美國清楚知道新疆沒有問題，美國炒作新疆強迫勞動、種族滅絕等指控，目的是令新疆貧困、動蕩，甚至分裂出去，讓中國政府「徹底深陷泥潭」。美国驻北京大使馆发言人随着驳斥中国媒体及其外交部的宣称，表示「中国应停止将虚假陈述归咎于美国官员或采取其他企图使美国外交官受到骚扰的行动」，最后强调华盛顿在新疆问题上的立场没有改变。
2022年9月13日，中国驻巴勒斯坦办事处主任郭伟在巴勒斯坦马安通讯社（Ma’an　Network）发表署名文章《新疆“人权问题”的事实真相》，指出联合国人权高专办涉疆人权评估报告非法无效，阐明涉疆问题本质是反暴恐反分裂问题，新疆人民幸福生活才是最大人权。
2022年9月13日左右，中国驻利比里亚大使任义生在利媒体发表署名文章《人权高专办所谓的“新疆评估报告”不过是虚假信息的大杂烩》。

## 个人及媒体、智库意见

### 支持指控
2021年3月9日，美國「新線戰略和政策研究所」發布了一份分析報告，內容有關中國共產黨在新疆地區的種族滅絕行為。報告声称新疆再教育營至少監禁了100萬人維吾爾族，被監禁的維吾爾人受到強暴、性虐待、剝削、公開羞辱等凌虐及殘忍對待，違反所有種族滅絕條款。
2021年3月23日 ，共产主义受难者纪念基金会赞扬欧盟通过与美国、英国与加拿大协调制裁中国相关官员来反对北京在新疆侵犯人权的行为。基金会首席执行官Edwin J. Feulner表示，自由世界必须继续反对北京的暴政，揭露其对普世价值和规范的滥用。
2023年5月17日，中華民國立法院院長游锡堃在參觀美國大屠殺紀念館時提到新疆存在种族灭绝。

### 反對指控
- 2020年12月10日，法国作家、记者马克西姆·维瓦斯（Maxime Vivas）的著作《维吾尔族假新闻的终结》出版[251]。2021年，《环球时报》对马克西姆·维瓦斯的访问中，马克西姆·维瓦斯称书中描述了他对于新疆反恐努力和当地发展的观察结果，并分析了美国国家民主基金会、分离主义组织世界维吾尔人大会和人权观察组织之间的联系，并在书中阐明这些组织如何串谋编制和散布诸如“种族灭绝”、“关押百万维吾尔人”等指控以及他们跟美国中央情报局（CIA）的勾连[248][249]。
  - 中华人民共和国驻法国大使馆称本书“揭露美国国家民主基金会、世界维吾尔代表大会（世维会）和‘人权观察’组织如何运用先入为主、捕风捉影、移花接木、断章取义等手段，制造并传播诸如“种族灭绝”、“教培中心关押百万维吾尔人”等涉疆谎言谣言”[250]。
  - 据《中央通讯社》消息，2021年3月30日法国国际关系研究所研究員Marc Julienne对此发表文章《谴责维吾尔人的“假新闻”并为北京带来幸福的法国人马克西姆·维瓦斯（Maxime Vivas）是谁？ 》，指控其“製作與北京同調的假資訊”[259]，称其无视联合国于1948年签署的《防止和惩治灭绝种族罪公约》所确定的标准，并且无视一些“准确的证据”[260]。
    - 对此，中国外交部发言人汪文斌回应：“我们要为他（马克西姆·维瓦斯）敢于揭示真相的勇气点赞，希望更多的人为他点赞。偏见难以持久，谣言终会破产。”[261]
- 2021年2月12日，英国《經濟學人》反對稱維吾爾族人權問題為「種族滅絕」，理由包括：

1. 普通理解下，種族滅絕有「-cide」這個後綴詞，應該要直接殺了人的行為才算「-cide」，但至今有關中國政府在新疆的行為，例如大規模強迫監管維族人等等，不算是殺人；
2. 美國政府一直以最狹窄的定義，來決定是否定性種族滅絕，如果稱新疆的情況為種族滅絕，偏離了以往的原則；
3. 中美關係十分重要，而美國政府目前現時仍計劃在氣候問題等議題上，跟中國合作，如果華府繼續跟北京合作的話，斥責中國政府犯下這項「最令髮指罪行」，便毫無意思；
4. 中國政府現時在新疆的行為，已足以令憤怒，但如果用一些誇大了的言辭去批評新疆問題，反令一些愛國中國人更緊跟中國政府的路線；
5. 如果太隨意使用種族滅絕一詞，只會令這個詞語的威力降低，日後其他政權便會更安心理得犯真正的種族滅絕行為。[262][263]

- 2021年2月18日，独立新闻网站《灰色地带》发表文章《美国国务院对中国“种族灭绝”的指控是基于极右翼思想家的数据滥用和毫无根据的主张》[264]。文章称美国政府对中国的种族灭绝指控来自一个单一来源：隶属于共产主义受难者纪念基金会和新保守派詹姆斯敦基金会的右翼德国研究人员阿德里安·曾茨（Adrian Zenz）于2020年6月发表的一篇论文；阿德里安·曾茨的雇主将他描述为“中华人民共和国对西藏西部和新疆地区政府政策的世界领先学者之一”，但实际上他是一位极右派的基督教原教旨主义者专门在福音神学机构任教，他曾说他“领导了反对中国政府，对同性恋和两性平等表示遗憾。”；对其研究进行仔细审查发现他对“种族灭绝”与数据滥用，即欺诈性主张、精心挑选原始资料、宣传错误与陈述前后矛盾。文章中还引述海军战争学院战略与作战研究系中国专家、研究教授莱尔·戈德斯坦（Lyle Goldstein）的话“阿德里安·曾茨将中国对维吾尔人的做法标记为‘种族灭绝’是可笑的，以至于侮辱了那些在大屠杀中失去亲人的人。”

- 2021年4月20日，美国世界报业辛迪加网站刊登专栏文章《新疆种族灭绝指控不合理》[265]，指出美国声称的新疆出现种族灭绝实际上并无证据，除非国务院能够证实灭绝种族罪的指控，美国政府应当撤销对中国政府的指控。当前，种族灭绝罪的指控正受到“新研究”（Newlines Institute报告）等“研究”的推动，联合国专家呼吁联合国正确调查新疆局势。中国政府表示欢迎联合国基于“交流与合作”而不是“有罪不证”的考察团对新疆局势的调查，特别是联合国人权特别报告员的工作对于促进世界人权宣言的文字和精神至关重要[266]。

- 2022年1月2日，俄新社网站发表了德米特里·科瑟列夫（英语：Dmitry Kiselyov）的文章《美国要求人们停止工作》。文章认为：美国和西方在“妖魔化”新疆问题，它们想把新疆描绘为“令人恐惧”的地方，但却失败了。现在很多人已经了解到，新疆景色秀丽，经济增长良好，而且是全世界少有的遏制恐怖主义的成功案例。[267]

- 2022年11月，西班牙记者哈维尔·加西亚（Javier García）出版了《中国：威胁还是希望》（CHINA, AMENAZA O ESPERANZA）一书，并就该书接受了专访。他认为，新疆实行汉族移民政策，并不意味正在发生种族灭绝。这种情况在其它国家（如西班牙）也有发生，这有助于减少民族主义和独立情绪。在新疆，维吾尔文化受到了尊重。再教育中心是严格的培训和去极端化中心，肯定侵犯了个人权利，但并不意味种族灭绝。英国、法国、西班牙也都有类似情况。[268]

### 持不同意见
- 2015年，美国FBI前翻译西贝尔·埃德蒙兹接受采访時指：“新疆是中国能源的大动脉。我们想要说新疆的少数民族没有自己的土地，我们要帮助他们，他们遭受压迫，说中国在屠杀他们、折磨他们，正如我們在美国内部打性别牌、种族牌一般。”[269][270]但她也認同中國政府對待維吾爾人時有濫用權力，並認同主持人指中國政府正以反恐為名壓迫維吾爾人。[271]

- 2022年1月4日，“太平洋智库”及其创始人陈冰向美国马里兰地区联邦法院以诽谤起诉美国总统拜登、前国务卿蓬佩奥、现国务卿布林肯、美国国务院、美国众议院、伊力夏提、努里·特克尔、郑国恩、自由亚洲电台、BBC、CNN、《纽约时报》等37个组织或个人。起诉书请求依法审查对新疆种族灭绝、反人类罪的认定与《维吾尔人权政策法》、《防止强迫维吾尔人劳动法》；认为所谓新疆种族灭绝、反人类罪是世纪骗局、国际闹剧。起诉及其相关上诉均被美国法院拒绝审理。[272]

## 制裁措施

### 针对中華人民共和國的制裁
2021年3月17日，歐盟17國協商同意，将就新疆維吾爾人遭受大規模迫害對中華人民共和國實施制裁。
2021年3月22日，歐洲聯盟率先宣布對中國4名官員和1個實體進行制裁，制裁方案包括實施旅行禁令和凍結資產。這是歐盟自1989年六四事件後對中國實施武器禁運以來，首次對中國實施制裁。美國、英國与加拿大随后宣佈加入制裁行列，宣布对中國在新疆侵犯人权的行为实施相同的制裁。受制裁官员包括新疆黨委前政法委書記朱海侖，新疆維吾爾自治區黨委常委王明山，新疆生產建設兵團政委、中國新建集團公司董事長王君正，及新疆維吾爾自治區公安廳廳長陳明國與1個實體新疆生產建設兵團公安局實施制裁。
2021年3月23日，因不满中国实施反制裁，欧盟荷蘭、法國、德國、丹麥、瑞典、立陶宛等国同共召見中國驻各国大使以示譴責。几个小时后，比利時，意大利等國也召見中國大使抗議中國制裁10名歐洲議員。法国外交部官员表示，法国就北京的制裁召见中国大使卢沙野，并强调中国驻法使馆侮辱及威胁法国议员及一名学者是不可接受的。德国外交部长海科·馬斯在北约会议间隙表示，德国也召见了中国驻德国大使。“我们想非常非常明确地表明，欧盟的制裁针对那些侵犯人权的个人，”马斯表示，“(中国)对议员和学者的制裁对我们来说是完全不能接受的。”丹麦外交部长耶珀·科弗德在一份声明中表示，中国的制裁是“对言论自由的...明显攻击”。意大利外交部副部长玛丽娜·塞雷尼于24日向中国驻罗马大使李军华重申捍卫人权和基本自由的坚定立场：「意大利支持欧盟采取的制裁措施，并拒绝接受中国的制裁，这是不可接受的」。纽西兰与澳大利亚发表联合声明欢迎加拿大、欧盟、英国和美国对中国的制裁措施，同时指责北京对欧洲议员、研究学者和机构进行反制裁。
2021年6月23日，美国海关与边境保护局对5家中国公司的实施贸易限制，禁止太阳能商品出口到中国，作为回应有关公司接受或使用了被强迫的劳动力和涉嫌侵犯人权。被禁止的公司包括合盛硅业、新疆大全新能源股份有限公司、新疆东方希望有色金属有限公司、新疆协鑫新能源材料股份有限公司和新疆生产建设兵团。
2021年12月16日，美国商务部宣布就国家安全问题，以及中国在新疆维吾尔族人和其他少数民族人士进行监控并侵犯人权，将中国军事医学科学院及其旗下11家研究所列入贸易制裁名单。在被制裁的情况下，未经美国政府特别许可，任何美国公司都不得向相关机构出口任何商品或技术。

### 中華人民共和國反制裁措施
2021年3月22日，中國政府宣布制裁對中國作出維吾爾族種族滅絕指控的10名歐洲國家人員，包括歐洲議會對華關係代表團團長包瑞翰、歐洲議會議員米高·蓋勒、歐洲議會人權小組副主席拉斐爾·格魯克斯曼、伊爾汗·庫楚克、米里亞姆·萊克斯曼、荷蘭議會議員舍爾德·舍爾德瑪、比利時議會議員塞繆爾·科格拉蒂、立陶宛議會議員多維爾·薩卡利埃內、德國學者鄭國恩、瑞典學者葉必揚和4個歐洲實體歐盟理事會政治與安全委員會，歐洲議會人權分委會，德國墨卡託中國研究中心，丹麥民主聯盟基金會随后于2021年3月24日中國外交部發言人華春瑩指稱中國不接受一些歐盟國家無理召見中國大使的做法。華春瑩說，中國大使們在受召見中明確表達了中國的立場，並對歐洲聯盟提出嚴正抗議。同月29日，中国驻比利时使馆发言人就欧方发布的联合声明做出回应，称中方的行动是针对欧方发起对中方人员和实体实施单边制裁的反制裁，欧方发表这一声明，“倒打一耙”是错上加错，同时要求欧方“反躬自省”，纠正错误做法，停止对抗。
2021年3月26日，中华人民共和国外交部聲稱英国对中国部分机构及官员实施单边制裁爲「基于谎言」，决定制裁英國9名人员和4个实体，9名受制裁人员为：图根哈特、施志安、尼尔·奥布莱恩、大卫·阿尔顿、蒂姆·羅夫頓、努斯·加尼、海伦娜·肯尼迪、杰弗里·尼斯、乔安妮·芬利（Joanne Smith Finley）；4个实体为“中国研究小组”（China Research Group）、保守党人权委员会（Conservative Party Human Rights Commission）、“维吾尔独立法庭”（Uyghur Tribunal）、埃塞克斯园大律师事务所。制裁方式包括禁止受制裁人员及其直系家属入境（含香港、澳门），冻结其在华财产，禁止中国公民及机构同其交易等。3月28日，埃塞克斯园大律师事务所撤下一份被认为与其受制裁有关的该网站所刊发的由该律师事务所所属的4名成员撰写的一份涉疆“法律意见书”，并对外发表声明称其4名成员于2021年1月26日就新疆维吾尔人的待遇情况撰写的“法律意见书”是根据全球法律行动网络 （GLAN） 、“世维会”以及“维吾尔人权项目”的指示而写的，该律所其他所有成员都没有参与其中，也不对其负责。另据新加坡媒体报道，在中方制裁生效后，该律师事务所新加坡分部的六名律师将集体辞职并组成新机构，而在伦敦总部工作18年之久的华裔精英律师吴正飞也于29日离职。
2021年3月27日，中国外交部宣布对美国国际宗教自由委员会主席盖尔‧曼钦、副主席托尼‧伯金斯实施制裁。
2021年4月16日，中国驻冰岛大使馆发言人发表声明，聲稱“冰岛基于谎言和虚假信息，以所谓新疆人权问题为借口，跟随欧盟对中国有关个人和实体实施单边制裁”，“违反国际法和国际关系基本准则”，中国“已决定对冰方严重损害中方主权和利益、恶意传播谎言和虚假消息的有关人员实施同等制裁”。

## 相關事件
- 2021年2月26日，法国著名学者克里斯蒂安·梅斯特（Christian Mestre）宣布辞去斯特拉斯堡城市共同体伦理官职务，法国《观点周刊》杂志抨击其曾在2019年9月于乌鲁木齐参加“反恐，去极端化”会议期间接受采访时发表的新疆维吾尔人并未遭受监禁，中国政府的去极端化措施促进新疆经济发展的观点是“为中共辩护”，并称中国有意对西方学术界进行“舆论渗透”[288]，而中国方面则回应称西方舆论有意识对一些说真话的学者和社会人士进行“消音”，体现西方国家打着“言论自由”的幌子打压言论自由的虚伪[289]。克里斯蒂安·梅斯特后来向欧洲主席皮亚·伊姆布斯（法语：Pia Imbs）的致信中强调他对于人权的坚定信念，也从未同意中国在新疆的政策。他也在回应《观点周刊》的采访中指责中国记者编造了一些他从未发表过的言论，表示他当时只是作为一名学者参与了乌鲁木齐举行的会议和将新疆拘留营和法国监狱的待遇进行了比较，并意识到自己在那场会议中被利用了[290]。

- 2021年3月31日，法国《世界报》指称中国环球电视网（CGTN）涉嫌编造一个不存在的法国独立记者「罗汉娜·博蒙」（Laurène Beaumond）该指控的矛头指向3月28日中国环球电视网于其法文网站刊登的一篇名为《我的新疆，阻止虚假新闻横行霸道！》的文章。该文作者自称曾多次访问新疆，称法媒所描述的新疆与其所见所闻“风马牛不相及”。世界报以“查询了为记者发放记者证的法国职业记者证委员会的数据库，数据库中没有这位记者的名字”为依据认为这个名为罗汉娜·博蒙的法国独立记者并不存在，而法国战略研究基金会研究员彭达兹（Antoine Bondaz）也在推特上指责CGTN使用假名宣传，并讽刺称“邀请这位仅仅出现在中国官媒网站的记者与她对话”[291]。而仅在1天后的4月1日，法国《费加罗报》即刊载了对这名法国记者的专访，证明这位记者确实存在，「罗汉娜·博蒙」仅为她使用的笔名。在被问及为何使用笔名发声时，该记者表示是因为不想因为说真话而“（在法国）有安全危险，被人群起攻之”。中国方面则在引用《世界报》的情况下，评论“时刻标榜‘民主’与‘言论自由’的法兰西已经无法容忍非法国‘政治正确’声音的存在”[292]。后来证实，「罗汉娜·博蒙」曾是服务于CGTN在法国分部的作者[293]，并非法国记者委员的成员。并且其Twitter被封禁。塞巴斯蒂安·法莱蒂（Sébastien Falletti）于4月4日在《费加罗报》发文写到，她自称在巴黎索邦大学学习艺术史和新闻学，并在CGTN编辑部实习；不否认其文章的任何内容但承认没有进行新闻调查只是报道了所见所闻。[294]

- 2021年4月，世界维吾尔代表大会通过自由亚洲电台爆料，對於中國的反駁有安排演員的爭議，該組織称發現塔黑日江·托合提過去曾經受中國媒體新華社採訪，自称15年前毕业于复旦大学后回和田创业开办了物业公司和餐廳[295]，说明其本身学历水平很高，并无在“教培中心”学习国家通用语言文字和职业技能的必要，因此塔黑日江是临时拼凑的演员，见面会则是一个骗局。[296]該爆料源於前段時間和田市教培中心結業學員塔黑日江在出席2021年3月29号的在記者會表示，所謂中心是集中營和學員遭受酷刑的說法，是睜著眼睛說瞎話，他感激中心去除自己的宗教極端思想，恢復正常生活[297]。而根據當時塔黑日江口述，在教培中心学到的是法律法规、企业管理等知识，所以結業後便做創業項目開了自己的餐廳。他未透露自己參與何地何時所開辦的課程[298]。

- 2021年4月，据BBC报道與非洲的難民一起暫住荷蘭的凱爾比努爾·賽迪克（Qelbinur Sedik）遇到了騷擾海外維吾爾人的行為，她2月份時指控在新疆秘密集中營內有強暴的情況後，警察便以她妹妹的手機進行視訊，他們已經有數個月未聯絡，來電中的家人並辱罵她。賽迪克掛斷電話前，官員數度叫她前往中國大使館，讓使館職員能夠安排她安全回家。BBC後續訪問了22名其他相關人士，有些人收到過類似賽迪克那樣的騷擾電話，這些來電透過WhatsApp、微信、臉書進行，官員提供了一些模糊的建議。兩名與BBC對話的女性成為了目標，她們的家人和朋友侮辱了她們，並指控她們偷錢和撒謊。同時官媒也在進行動作，新聞採訪到一名女子被她的前夫形容是道德低下，亦形容另一人是「卑鄙小人」和「虐童者」。外交部發言人汪文斌和新疆維吾爾自治區政府發言人徐貴相舉起了證言的女性的照片，其中一人是也在年初站出來作證強姦的圖爾遜娜依·孜堯登（Tursunay Ziawudun），記者會上甚至公開私人檔案作證據，指她們是「騙子」，另一人是通姦。所以有觀點認為，某些海外維吾爾族受到騷擾，而另一些則沒有，有些人被允許與親人聯繫，但一些又不被允許，原因並不明確。他們被家人或是監管機關施壓，要求監視其他維吾爾族人和相關組織，通常可以換取簽證或護照或是與保護親戚安全。[299]

- 2022年5月24日，一份聲稱源自2018年由黑客入侵新疆公安内部系统的照片和文件数据库被人权组织公开，揭露新疆集中营内的情况，内容包括当局登记大量维吾尔人被拘押的个人信息、照片、高层的的指令、简报和警察工作报告。文件由共产主义受害者纪念基金会公开，在让同行进行认证和背景化[需要解释]之后，再与全球媒体共同分享。在来自10个不同国家的媒体利用大型开源情报 (OSINT) 和调查团队完成调查工作之后，这些文件被整理名为「新疆警方档案」，并公開提供访问[300][301]。中國外交部發言人汪文斌批評上述文件是「反華勢力抹黑新疆的最新例子，和他們此前慣用的伎倆如出一轍。」[302]

## 注解
1. ↑  据各方估计，被关押人数达数十万至数百万不等，具体数字不明确。

## 外部連接
- OHCHR Assessment of human rights concerns in the  Xinjiang Uyghur Autonomous Region, People's Republic of China （页面存档备份，存于） — 聯合國人權事務高級專員辦事處在2022年8月31日公佈的新疆人權報告